# Frank Tsadjout
Frank Cédric Tsadjout (ur. 28 lipca 1999 w Perugii) – włoski piłkarz kameruńskiego pochodzenia występujący na pozycji napastnika we włoskim klubie Pordenone. Wychowanek Milanu, w trakcie swojej kariery grał także w takich zespołach, jak Royal Charleroi oraz Cittadella.